# Вибори Президента Ірану 2009
Десяті вибори Президента Ірану були проведені 12 червня 2009 року, за перемогу боролись чинний Президент Махмуд Ахмадінежад та три інших кандидата. Наступного ранку після проведення голосування, офіційне агентство новин Ісламської республіки після підрахунку понад 75 % голосів оголосило про перемогу Ахмадінежада з результатом 62 % голосів, його конкурент, Мір-Хоссейн Мусаві отримав 34 % голосів. Такі результати були сприйняті багатьма іранцями як результат фальсифікацій, в країні відбулись акції протесту.